# IC 4333
IC 4333 — эллиптическая галактика типа S0 в созвездии Октант. Поверхностная яркость — 13,5 mag/arcmin². Этот объект входит в число перечисленных в оригинальной редакции «Нового общего каталога».